# Springfield Hall of Famers
Gli Springfield Hall of Famers sono stati una franchigia di pallacanestro della EPBL, con sede a Springfield, nel Massachusetts, attivi tra il 1965 e il 1969.
Nacquero nel 1965 come Johnstown C-J's. Nel 1966 si trasferirono a Asbury Park, dove rimasero per due stagioni. Si spostarono a Springfield nel 1968, ma fallirono durante la stagione 1968-69. Al momento del fallimento avevano un record di 0-18.

## Stagioni
| Stagione | Lega | Denominazione              | V | P  | %    | Piazzamento | Play-off |
| -------- | ---- | -------------------------- | - | -- | ---- | ----------- | -------- |
| 1965-66  | EPBL | Johnstown C-J's            | 3 | 25 | 10,7 | 5º          | -        |
| 1966-67  | EPBL | Asbury Park Boardwalkers   | 2 | 26 | 7,1  | 5º          | -        |
| 1967-68  | EPBL | Asbury Park Boardwalkers   | 9 | 23 | 28,1 | 8º          | -        |
| 1968-69  | EPBL | Springfield Hall of Famers | 0 | 18 | 0,0  | 5º          | -        |